# 聖心ウルスラ学園不当解雇事件
聖心ウルスラ学園不当解雇事件（せいしんウルスラがくえんふとうかいこじけん）は、2001年に日本で起きた不当解雇事件。病気により視力が低下した教員を「授業を実施する能力がない」という理由で解雇したことの正当性が争点となり、使用者側がその不当性を認めた後の処置を巡ってさらに訴訟が起こされる経過をたどったが、最終的に和解した。

## 概要

### 解雇まで
不当解雇されることとなる教師は、1975年に大学卒業と同時に宮崎県延岡市に移住し、聖心ウルスラ学園高等学校の数学教師として勤務する。そこで勤務している1985年頃から視力が低下しはじめ、2000年には右が0.1、左が0.01にまで低下し、網膜色素変性症と診断される。それでも従来どおりに授業を進めてきた。
2000年12月頃より学校法人聖心ウルスラ学園の理事は視力が低下した教師に、「目も耳も悪い人に何ができるか自分で探しなさい」や、「障害を持った教師を生徒の前に出すのは気恥ずかしい」などと発言して、自主退職を迫っていた。
2001年3月に2001年度の校務分掌が発表され、そこでは視力が低下した教員は担当する校務も授業の持ち時間も無しと告げられた。それから「授業は健常者にやっていただく」、「教員としての資質に問題がある」、「辞めて療養することを勧める」、「依願退職を3月31日までに出しなさい」などと言われたが、教員は辞職を断った。
2001年度が始まると理事からは、「始業式には生徒の前に出るな」、「身体障害があるため十分解雇できる」、「依願退職か残って解雇になるか選択せよ」などと言われた。2001年6月に理事は、解雇か、嘱託として再契約か、依願退職の3つを提案したが、教員はいずれも拒否した。それから教員はリハビリテーションのための休暇を申し出たところ理事はこれを拒否して、7月26日に教員に解雇通知を送った。

### 争議
2001年9月25日、解雇された教師は宮崎地方裁判所に仮処分申立書を提出。11月27日に第1回審尋が行われる。ここでは解雇された教師側の弁護士は、教師としての職務を果たせることを立証した。法人側は、解雇事由の立証責任は法人側にある、解雇理由は視覚障害のみ、視覚障害は教師としての能力喪失ではないことを認める。裁判官は教員としての能力があることはそれなりに立証されていることを示唆した。
2002年1月15日に法人側は宮崎地方裁判所に和解案を提示する。ここでは解雇を撤回し、解雇時にさかのぼって休職を命じ、休職期間は解雇とされた日から2年間で、その間は20％の給与を支払うというものであった。これに対して教師は解雇とされた日以降も当然に地位は続くため給与の全額の支払いと、直ちに教師として復帰して速やかに授業をできるようにすることを求める。1月21日に第2回審尋が行われ、法人側は和解が成立してもしなくても解雇を撤回して休職命令を出すと表明。法人は1月28日付で解雇を撤回し、2月1日から6か月間の休職命令を出し、解雇とされた日から1月31日までの給与と賞与を全額支給した。これに対して教師は就業規則では休職命令は傷病で2か月以上欠勤した場合に初めて出すことができることとなっているが、欠勤をしておらず有給休暇を30日ほど残しているため、この場合には3か月以上欠勤してはじめて休職命令を出せるため、この休職命令には根拠がないと主張。休職命令の無効と復職への訴訟を行う。
休職命令の無効と復職への裁判が行われていた2002年12月10日に和解する。このことにより休職命令は撤回され、未払いの賃金と賞与は全額が支払われ、2003年1月より復職して授業を担当させることとなった。
2007年に清水哲男によって著された『決してあきらめないあきらめさせない―障害者、難病患者の日常を克明に追いかけたドキュメント』の第4章は、この事件についてのドキュメントである。
後にこの教師は失明して退職する。それから故郷の歴史を残そうと資料を収集し執筆活動を行う。